# Posthoorn (grensbuurtschap)
Posthoorn is een buurtschap in de Nederlandse gemeente Terneuzen, provincie Zeeland, en de Belgische gemeente Assenede, provincie Oost-Vlaanderen. De buurtschap ligt ten zuiden van Philippine. Posthoorn bestaat uit drie wegen: Posthoorn, Hollekenstraat en Posthoornweg. De Nederlands-Belgische grens loopt over de Hollekenstraat. De bebouwing ten noorden van die weg en de bebouwing langs de Posthoornweg hoort bij Nederland. De bebouwing ten zuiden van de Hollekenstraat en de bebouwing aan de Posthoorn hoort bij België. De buurtschap bestaat voornamelijk uit boerderijen.

## Naamsgeschiedenis
De buurtschap is vernoemd naar een herberg met de naam Posthoorn die hier vroeger lag.
Deelgemeenten: Assenede · Bassevelde · Boekhoute · Oosteeklo

Overige dorpen en gehuchten: Bredestraat · Fonteine · Haantje · Hogevorst · Holleken (deels) · Landsdijk · Nieuwburg · Oosthoek · Posthoorn (deels) · Rijken · Triest · Vijfweegse

Belgische gemeenten · Arrondissement Eeklo · Oost-Vlaanderen · Vlaanderen
Steden: Axel · Biervliet · Philippine · Sas van Gent · Terneuzen

Dorpen: Hoek · Koewacht · Overslag · Sluiskil · Spui · Westdorpe · Zaamslag · Zandstraat · Zuiddorpe

Buurtschappen: Den Abeele · Altena · Axelschestraat · Batterij · Berdelingebuurte (deels) · Boerengat · Bontekoe · Boschdorp · Boschdorp · Bouchauterhaven · Cootjesdorp · De Sluis · Driedijk · Driekwart · Drieschouwen · Driewegen · Eendragt · Het Fort · Fort Ferdinandus · Griete · Hasjesstraat · Haven (deels) · Hazelarenhoek · Het Zand · Hoek van de Dijk · Holleken (deels) · Hoogedijk · Isabellahaven · Kampersche Hoek · Kijkuit · Klein Gent · Knol · De Kraag · Kruispad · Kwakkel · Magrette · Mauritsfort · Molenhoek · De Muis · Nieuwemolen · Nieuwlandse Molen · Othene · Oude Molen · Oude Polder · Paradijs · Passluis · Poonhaven · Posthoorn (deels) · De Put · De Ratte · Reedijk · Reuzenhoek · Rijgerij · Roodesluis · Schaapdijk · Schapenbout · Sint Andries · Steenovens · De Sterre · Stoppeldijkveer (deels) · Stroodorpe · Vaartwijk · Vaatje · Val · Varempé · Waterhuis · Watervliet · Wouterij · Wulpenbek · Zaamslagveer · Zandplaat · Zwartenhoek

Streekje: Tweekwart

Historische plaatsen: Axelsche Sassing · Noordhoek · De Stuiver · Triniteit · Vingerling

Zeeland: Steden en dorpen in Zeeland      Nederland: Provincies · Gemeenten